# 15 إينوميا
15 إينوميا كويكب كبير من النوع أس من عائلة إينوميا للكويكبات يدور حول الشمس في حزام الكويكبات اكتشف في يوليو 29, 1851 من قبل الفلكي الإيطالي أنيبالي دي كاسبرس. وهذا الكويكب أكبر عضو في عائلة إينوميا والية تنسب، و أكبر من كل الكويكبات «الصخرية» من نوع S-، حوالي 300 كم عبر أطول طول في محورة، ومتوسط قطرة 250 كم ،ويقع بالقرب من مركز ثقل العائلة وقدر ان 15 إينوميا يحتوي على حوالي 70-75٪ من مادة الجسم الأصلي. وكان لهذا الجرم قطر متوسط حوالي 280 كم، تفكك بسبب تأثير اصتدام كارثي الذي انشئ عائلة إينوميا ،  ويقدر أن تحتوي على 1٪ من كتلة حزام الكويكبات 
وتمت تسمية نسبة (لآلهة) ربات الفصول إينوميا Eunomia في الميثولوجيا الإغريقية